# 森由里子
森 由里子（もり ゆりこ）は、日本の女性作詞家。作詞以外の活動として音楽集団SEIRIOS（セイリオス）主宰&音楽プロデューサー、エッセイ、本の執筆（下記参照）。J-POP、アイドル、アニメソング、ゲーム主題歌、キャラクターソング、舞台、訳詞、コマーシャルソング、野球球団公式応援歌、教科書用、子供番組まで、様々な分野に作品提供。2022年までの発売楽曲は約1300曲を数える。別ペンネーム 「Lily Forest」。

## 作品の特徴
深みのある心象風景や、時代に即したメッセージ性のある作品、ドラマティックな世界の構築に力量を発揮。アイドル、ロック系、韻を踏むフレーズや英詞、言葉遊び、さらに古典に造詣が深いことから古語を使った作品など多様な世界観を描き分ける能力にも定評がある。殺伐とした現代を生きる命への祈りや、過酷な状況の中からも希望をすくい上げる精神的な作品も数多く、リスナーの熱い支持を得る。ピアノを長年学んだことにより音楽の素養があり、メロディ及びサウンドの良さを生かした作品を構築している。アニメーション関連では原作のコンセプトやイメージ、キャラクター等を的確に捉え魅力を広げる表現力を評価され、世界規模の人気アニメや人気ゲームの主題歌などを多数担当している。

## 来歴・人物
東京都出身。4才から長年ピアノを学び、音楽に親しむ。一方で現代詩を書き続け、雑誌などに多数掲載。長ずるに従いピアノを弾いて作詞・作曲、やがて作詞に特化し作詞家を目指す。フェリス女学院大学文学部国文学科卒業。

### 1986年
テレビアニメ「ドラゴンボール」主題歌コンペティションに提出した「魔訶不思議アドベンチャー!」が採用され、本格的な作詞家へ。

### 1988年
中森明菜「TATTOO」がオリコン2週連続1位、年間13位。メガロポリス歌謡祭ポップス大賞、全日本有線放送大賞、読売テレビ最優秀賞、日本レコード大賞金賞を受賞。清春、デーモン小暮、倖田來未がカバー。

### 1980年代後半～2000年

#### 楽曲提供を行った主な歌手
中森明菜、浅香唯、中山美穂、酒井法子、森口博子、国生さゆり、 田村英里子、坂上香織、薬師丸ひろ子、CoCo、レモンエンジェル、藤谷美紀、河田純子、寺尾友美、西川弘志、小野正利、TWO of US、GALBO、BONCHIC、PARIS-TEXAS、山下直美、SHIHO、岩男潤子、緒方恵美、深見梨加、横山智佐、鷹森淑乃、速水奨、子安武人、置鮎龍太郎、緑川光、大森玲子など多数。

#### その他手掛けた作品（1996年〜）
- ゲームコンテンツ「アンジェリーク」シリーズ草創期からボーカル曲全曲を作詞担当。
  - 最新シリーズ「アンジェリーク ルミナライズ」全曲担当、 シリーズ約200曲をリリック・プロデュース。
- ネオロマンスシリーズの「遥かなる時空の中で」シリーズに約50曲。ネオロマンス25周年記念曲やイベントテーマ曲も手がける。
- ゲーム「戦国無双」シリーズも全41曲作詞。

### 2001年～2022年

#### 楽曲提供を行った主な歌手
AKINO from bless4、夏川りみ、増田恵子、つばきファクトリー、安室奈美恵、郷ひろみ、ももいろクローバーZ、さくら学院、新垣結衣、SUPER☆GiRLS、A応P、dream、リュ・シウォン、SS501、PARADISE GO!! GO!!、HINOIチーム、市川由衣、未唯mie、Rin'、吉岡亜衣加、相川七瀬、星村麻衣、中ノ森文子、折井あゆみ、茂森あゆみ、イーフェイ、山野さと子、影山ヒロノブ、川久保秀一、野沢香苗、平田志穂子、魔法女子セイレーン全曲、魔法天使アイリス全曲、Fairy Girl☆Frejya全曲、今井麻美、Machico、伊藤美来、オルタンシア、Prima Porta、Color∞Lets、愛美、 鈴木愛奈、原由実、Fairy Story（南里侑香&結城アイラ）、さかいかな、.lady.、榎本温子、池澤春菜、氷上恭子、子安武人、2HEARTS（森川智之&立木文彦）、ほか多数。

#### その他手掛けた作品
- 「アイドルマスターシリーズ」「アイドルマスターシンデレラガールズ」「アイドルマスター ミリオンライブ!」「アイドルマスター スターリットシーズン」に提供。
  - アイドルマスターがアーケードゲームだった草創期に作詞した「蒼い鳥」「太陽のジェラシー」が高評価を受け、以後多数を手がける。特に「アイドルマスターシンデレラガールズ」ではアニメ一期、二期のオープニング主題歌、全員曲、5周年記念曲、10周年記念曲
- 「ウマ娘 プリティーダービー」2曲提供（2021年〜）

## 作詞楽曲

### 歌手別
- 愛美
  - 数えきれないさよなら
  - We can do it
- AKINO from bless4
  - 運命のプロローグ
- 浅香唯
  - 渚のセカンド・デイト ※森百合子名義
  - joker
  - こんな日にはあなたにとっても逢いたい
  - Halfway ～永遠の途中～
  - Delivery of Love ～恋は熱いうちに～
  - サヨナラを云わせて
  - マジ?マジ!マジカル☆ジュエル
- 安室奈美恵
  - Come
- 新垣結衣
  - Days
- 伊織
  - ナゾが僕らを呼んでいる
  - あなたを感じてる
- 市川由衣
  - FuFuFu Boyfriend
- ICHIKO
  - 小さな僕らの大きなハート
  - I SAY YES
  - YOU'RE THE ONE
  - I'LL BE THERE FOR YOU
- 伊藤美来
  - Shocking Blue
- 今井麻美
  - 天空の炎～miragen～
  - 雪原のカルマ
  - ガーベラ～今年の花～
  - 旅人
  - Rain～てのひらのアンブレラ
  - AQUAMARINE
- 岩男潤子
  - 雨
  - 海へ行こうよ
  - 三日月の誘惑
  - 野生の太陽
  - 夜明けのFrench Kiss
  - 光の雫
- 上野洋子
  - アウローラ～ひとすじの曙光～
- A応P
  - 無限サムサーラ
- 影山ヒロノブ
  - THE BIGGEST FIGHT ～激突～
  - 君を忘れない
  - HERO OF HEROES
  - THANK YOU!
  - くすぶるheartに火をつけろ!!
  - Progression
  - 光のさす未来へ!
  - Life without you
- 片岡あづさ
  - Hurray! Hurray! Hurray!
- 河井英里
  - 千の海を越えて
- 川久保秀一
  - QUEST
- 草尾毅・竹本英史・高塚正也
  - 仰ぎて天に愧じず
- くまのきよみ
  - シノブ参上!
- 郷ひろみ
  - 残像
- 小林ゆう
  - 空のコトバ
- さくら学院
  - 夢に向かって
  - School days
  - FLY AWAY
  - ラピカム
  - See you...
  - I・J・I
  - 約束の未来
- 佐藤弘道
  - 恐竜マッスル
  - 恐竜ダダンバ
  - 宇宙の子どもたち
- 子門真人
  - ジャンケン・パラダイス
- 鈴木愛奈
  - やさしさの名前
- SUPER☆GiRLS
  - がんばって 青春
- SS501
  - BOUNDLESS
- 田村ゆかり
  - 勇気をください
  - 未来のDIARY
- TWO of US
  - 99%の寂しさ
  - 君が幸せになればいい
- つばきファクトリー
  - ガラクタDIAMOND
- DAY-BREAK
  - ONE～この世が果てても離れない～
  - Cross My Heart
- Daybreakers
  - confession
  - 素晴らしき日々
  - Loneliness in Labyrinth
  - 希望の鐘
  - time has come ～雪解けの時～
  - 名もなき花
  - Brand-NewBlueSky
  - Return to ZERO
- 上坂すみれ、小松未可子、大久保瑠美、高森奈津美、三上枝織
  - 星を捜して
- dream
  - Hand in Hand
- 中森明菜
  - TATTOO
  - La Liberte
  - Paradise Lost
- 生天目仁美
  - Crescent Love Love～月のなみだ～
- 西口久美子
  - 向日葵の花
  - 永遠のほとりで
- 長谷川明子
  - Sunrise!
- 速水奨
  - 道
  - sirius
  - 遠い青空
  - 存在～永遠の片隅で～
- 原由実
  - 天ノ紅
- PARADISE GO!! GO!!
  - Faraway
  - Real Love
- 平田志穂子
  - 透明な糸
- HINOIチーム
  - Dancin'&Dreamin'
- 南里侑香&結城アイラ
  - 遠い輝き
  - 猫とハーブティと音楽と
  - BOUQUET～愛と夢のブーケ～
  - 星を見に行こう
  - ラベンダーの丘
- 福井裕佳梨
  - 未知なる場所へ
- 藤井みどり
  - ときめきのラビリンス
- 堀江美都子
  - 笑顔のループ
- mao
  - 茜空に願ふ
  - 花のあとさき
- Machico
  - 紅花火
  - コレカラ
- 魔法女子☆セイレーン
  - Magical ゆるふわ Tour
  - 秒速マジック
  - コイノ☆マリョク
  - ドーナツ女子会
  - Girly☆Party
  - WELCOME桜
  - Fallin’ Summer
  - 明日は明日の夏の風
  - 魔法次元にようこそ☆
  - Moonlight Café
  - 光のプロフェシー～マーリンの弟子たち
  - Miracle Cats
- 魔法☆天使アイリス
  - 泥の中で咲く花
  - 天使のボウケン
  - 世界はキミの味方
  - ドジってゴメンなさい!
- Fairy Girl☆Frejya
  - 妖精シークレット
  - 星曜日のフェスタ
- 未唯mie
  - SORE～まだ見ぬ空へ～ - ※未唯と共作
  - Eternal Gift
- ももいろクローバーZ
  - Neo STARGATE
  - 桃源郷
- 山根麻以
  - クロック・ロックにわとりじゃん
- Yukari
  - ハッピーエンドは終わらない
- 雪乃
  - You make me blue
  - Cry and Cry
  - Tell me why
  - Boy for me ～うわごとみたいに好きと言って～
  - hand/s - ※雪乃と共作
  - ３月31日(日)桜カフェ♪
  - daybreak
  - I’m goin’ on
- 癒月
  - 夢神殿
- 葦原ユノ starring yu-yu
  - 光のアリア
- 吉岡亜衣加
  - 舞風
  - たったひとつの遠い道
  - 紅ノ絲
  - 蒼穹ノ旗
  - 天ノ華
  - 夢ノ浮舟
  - 蒼き隼が如く
  - こひぶみ紙風船
  - 瑠璃ノ空へ
  - 常盤火
  - 嵐の中で咲く華
  - 命の相聞歌
  - 静かなる奔流
  - 一心 ～地の涯まで～
  - 遠音
  - 天上ノ花
- リュ・シウォン
  - Carry On
- Rin'
  - 鏡月

ほか多数

### 作品別
- 新ビックリマン シリーズ
  - 主題歌「セント・ジュエルを探せ！」
  - 挿入歌
    - 「天使の誓い」「HA-RA-PE-CO超男児」「そして君にたどりついた」「Believe」「夢飛行-Fly me to the Dream-」
- 機動警察パトレイバー　
  - OP「そのままの君でいて」
  - 二期ED「100カラットの未来」
- ムカムカパラダイス　
  - OP「とっておきのキモチ」
  - ED「キテーラミテーラ」
- 銀河戦国群雄伝ライ
  - OP「雷伝説」
  - ED「夢化粧」
- マクロス・ジェネレーション　
  - 挿入歌「勇気をください」挿入歌「未来のDIARY」
- ふしぎ遊戯  ー永光伝ー　
  - OP「地上の星座」
  - ED「Yes 〜ここに永遠がある〜」
- 妖しのセレス
  - ED「ONE〜この世が果てても離れない〜」
- ゾイドジェネシス
  - ED「Real Love」
  - ED「ありのままでLovIn' you」
- 夜明け前より瑠璃色な
  - OP「前奏曲(プレリュード)〜We are not alone〜」
  - ED「月のなみだ〜Srecsent Love〜」
- 夢使い
  - OP「夢迷宮〜光と闇のダンス〜」
- クリスタル・ブレイズ
  - OP「Never looking back〜透き通る心で」
  - ED「こころよ風になれ」
  - 主題歌「que sera-sera
- チョコミミ
  - OP「ハピハピ」
- 『がきんちょ〜リターン・キッズ〜』
  - 挿入歌「世界は僕らを待っている」
- プリンセス・プリンセス
  - ED「微笑みをあげたい」
- 毎日かあさん
  - ED「ただいま」[2]
- 魔探偵ロキ ラグナロク
  - OP「楽園の扉」
- tactics
  - OP「Secret World」
  - ED「ミエナイチカラ」
- プリンセス・プリンセス
  - ED「微笑みをあげたい」
- Saint October
  - ED「未知なる場所へ」
  - ED「空のコトバ」
- 古代王者 恐竜キング Dキッズ・アドベンチャー
  - OP「小さな僕らの大きなハート」
  - ED「恐竜ダダンバ」
- 古代王者恐竜キング　翼竜伝説
  - OP「宇宙の子どもたち」
  - ED「恐竜マッスル」
- かりん
  - ED「もうひとつのバースディ」
- ニニンがシノブ伝
  - OP「シノブ参上!」
- メジャー
  - OP「Faraway」
- ロケットガール
  - ED「明日行きのバスに乗って」
- 聖剣の刀鍛冶
  - OP「JUSTICE of LIGHT」
  - ED 「みらくるハッピーディ」
- ガラスの仮面
  - OP「zero」
- ガラスの仮面 〜千の仮面をもつ少女〜 OVA
  - OP「光になりたい」
  - ED「ずっと君のそばにいる」
- テニスの王子様
  - OP「FLY HIGH」
- 犬夜叉
  - ED「Come」
- 毎日かあさん
  - ED「ただいま」
- 聖闘士星矢Ω
  - OP「未来聖闘士Ω〜セイントエボリューション〜」
  - 挿入歌「Sprit of Saint」
- 薄桜鬼
  - 碧血録
    - OP「舞風」
    - ED「茜空に願ふ」

  - 黎明録
    - ED「花のあとさき」

  - 京都乱舞（劇場版）
    - 主題歌「紅ノ絲」

  - 士魂蒼穹（劇場版）
    - 主題歌「蒼穹ノ旗」
- ジュエルペット
  - OP「マジ?マジ!マジカル☆ジュエル」
  - ED「笑顔のループ」
- ジュエルペット てぃんくる☆
  - OP「HAPPYてぃんくる」
  - ED「空ニラクガキ」
  - OVA ED「ほほえみの呪文 〜みんな笑顔になぁれ〜」
  - 挿入歌「Little☆てぃんくる☆Star」
- ジュエルペット　サンシャイン
  - ED「イマドキ乙女」
- ドラゴンボール
  - OP魔訶不思議アドベンチャー!」
  - 挿入歌
    - 「青き旅人たち」「悟空のGOKIGENジャーニー」「初恋は雲にのって」「夢をおしえて」「Mr.ドリームを探せ」
- ドラゴンボール改
  - ED「Yeah! Break! Care! Break!」
  - 挿入歌「Over the Star」「CURE 〜僕がここにいるよ〜」
- 世界名作劇場 こんにちは アン 〜Before Green Gables
  - OP「ヒカリの種」
  - ED「やったね♪マーチ」
- FAIRY TAIL
  - ED「We're the stars」
- 断裁分離のクライムエッジ
  - ED「硝子の三日月」
- ゼロの使い魔
  - ED「ホントノキモチ」
- ゼロの使い魔　〜双月の騎士〜
  - OP「I  SAY YES」
  - ED「スキ? キライ!? スキ!!! 」
- ゼロの使い魔　〜三美姫の輪舞〜
  - OP「YOU`RE THE ONE」
  - ED「ゴメンネ♥」
- ゼロの使い魔 F
  - OP 「I'`LL BE THERE FOR YOU」
  - ED 「キスシテ↑アゲナイ↓」
- ドラゴンコレクション
  - OP「ドラゴンコレクション〜勇気のツバサ」
- THE IDOL M@STER 輝きの向こう側へ　(劇場版)
  - ED「虹色ミラクル」
- アイドルマスターシンデレラガールズ
  - 1st Season
    - OP「Star!!」

  - 2nd Season
    - OP「Shine!!」

  - 10周年記念アニメ ETERNITY MEMORIES 　
    - 主題歌「EVERLASTING」ほか上記作品の挿入歌、キャラソン多数
- 聖闘士星矢 セインティア翔
  - OP「The Beautiful Brave」
  - ED「微笑みのレゾナンス」
- 武装少女マキャヴェリズム
  - OP「Shocking Blue」
- A.I.C.O. Incarnation
  - ED「未知の彼方」
- ぱすてるメモリーズ
  - OP「Believe in sky」(共作)
- モンスター娘のお医者さん
  - ED「やさしさの名前」
- りゅうおうのおしごと!
  - OP「コレカラ」
- デジモンアドベンチャー:
  - OP「未確認飛行船」
  - 挿入歌「Be the Winners」
  - 挿入歌「X-treme Fight」
- 佐々木と宮野
  - ED「いちごサンセット」

### キャラクターソング
- THE IDOLM@STER
  - 「太陽のジェラシー」
  - 「蒼い鳥」
  - 「眠り姫」
  - 「Okey-dokey」
  - 「Smile Smile Smile」
  - 「7 colors」
  - 「約束」
  - 虹色ミラクル
  - 「Coming Smile」
- 『アイドルマスター シンデレラガールズ』
  - 「We're the friends!」
  - 「EVERMORE」
  - 「あらかねの器」
  - 「EVERLASTING」
  - 「ススメ☆オトメ ～jewel parade～」
  - 「ゴキゲンParty Night」
  - 「オルゴールの小箱」
  - 「Star!!」
  - 「GOIN'!!!」
  - 「Shine!!」
  - 「M@GIC☆」
  - 「STORY
  - 「はにかみdays」
  - 「Tulip」
  - 「命燃やして恋せよ乙女」
  - 「Pretty Liar」
  - 「銀のイルカと熱い風」
  - 「秋風に手を振って」
  - 「ツインテールの風」
  - 「桜の風」
  - 「純情接近STORY」
- 『アイドルマスター ミリオンライブ!』
  - 「Snow White」
  - 「永遠の花」
  - 「地球儀にない国」
- 『アイドルマスター スターリットシーズン』
  - 「GR@TITUDE」
- 『ウマ娘 プリティーダービー』
  - 「transforming」
  - 「硝子のエトワール」
- ゼロの使い魔
  - ゼロの使い魔(第1期)
    - 「Follow me!」
    - 「あなたしか欲しくない」
    - 「誓いのアリア」
    - 「ハピ☆ロリ」
    - 「薔薇のプライド」
    - 「瞳の中の夕焼け～My truth～」

  - ゼロの使い魔 〜双月の騎士〜(第2期)
    - 「クレッセントの祈り」
    - 「空がくれた贈り物」
    - 「眠れないファンタジー～Dance of Fantasy～」
    - 「未来に夢を届けに行こう」

  - ゼロの使い魔〜三美姫の輪舞〜(第3期)
    - 「スイーツはいかが？」
    - 「ダメ！～オトメゴコロ炎上」
    - 「友達がいるから（タバサ）」
    - 「Fairy Girl～夢見る妖精」

  - ゼロの使い魔F(第4期)
    - 「Be my love」
    - 「純情シークレット」
    - 「ユーパラ　〜ユーワクパラダイス〜」
    - 「魔法果実〜マジックフルーツ〜」
    - 「秘めましょう〜Solent Love〜」
    - 「ガンバレ×2〜片想いを終わらせて〜」
    - 「ホント??ウソ!?ホント!!!〜恋の絶対命令」
- びんちょうタン
- 魔法少女猫たると
- フィギュア17 つばさ&ヒカル
- 魔法のステージファンシーララ
- アンジェリークシリーズ
- 遙かなる時空の中でシリーズ
- 戦国無双シリーズ
- 薄桜鬼シリーズ
- ネオロマンス イベント
- 幽☆遊☆白書
- テニスの王子様
- ドラゴンボールZ
- 名探偵コナン
- グランダー武蔵RV
- ドリームハンター麗夢
- 金髪のジェニー
- 魔法騎士レイアース
- 怪盗セイント・テール
- マクロス・ジェネレーション
- 三丁目の夕日
- ママレード・ボーイ
- REC
- 奏光のストレイン
- ふしぎ星の☆ふたご姫
- 天上天下
- 織田信奈の野望
- SUPER LOVERS
- NARUTO -ナルト-
- ワールドウィッチーズ

ほか多数。

### ゲーム主題歌
- ドラゴンボールZ
- ドラゴンボール 天下一大冒険
- Jスターズ　ビクトリーバーサス
- ゴッドイーター2
- ルクス・ペイン
- 華アワセ
  - 「華アワセ」
- 源狼
- Confidential Money
- ゼロの使い魔
- 英雄*戦姫
  - 「無限旋律」
- 『コープスパーティー BLOOD DRIVE』
  - 「化身」
- 『コープスパーティー Book of Shadows』
  - 「花の咲く場所」
- 薄桜鬼 黎明録
- 薄桜鬼 真改 風の章
- 薄桜鬼  真改 華の章
- 薄桜鬼  真改 風華伝
- 薄桜鬼  裏語
- 『神威啓示録』
  - 覚醒の旅人たち
- あかねさす少女
- 「Fighting☆Stars 」
- Confidential Money 〜300日で3000万ドル稼ぐ方法〜』
  - 「Solid Gold」

ほか多数

### メディアミックス
- Re:ステージ!
  - 「FlowerS～となりで咲く花のように～」
  - 「Dream a gate」

### パチンコ・パチスロ
- CR花の慶次～斬
  - 「ひとひらの花」
- CR花の慶次～琉
  - 主題歌「恋も喧嘩も華と咲け」原作者原哲夫と共作
- 地獄少女
  - 「花咲く奈落」
- ガラスの仮面
  - テーマ曲他全8曲

### 野球応援歌、ゆるキャラ、子供向け、教育用など
- 福岡ソフトバンクホークス
  - 公式応援歌「いざゆけ若鷹軍団」（補作詞）
- 千葉県 成田市のゆるキャラ『うなりくん』
  - テーマ曲「うなりくん なう!」「明日は願いが叶うなり」
- 幼児番組『ひらけ!ポンキッキ』
  - 「ジャンケン・パラダイス」「ウキウキバースデイ」「でんしゃのなかはおもちゃばこ」
- NHK BS
  - 「不思議の森の秋祭り」
  - 「うわさになってもいい」
  - 『あにまるQ』
    - 「クロックロックにわとりじゃん」
- NHK『おかあさんといっしょ』
  - 「オンリーミュー 」「ハラヘリホ」
- NHK「『天才テレビくんワイド』
  - 芸を磨け-OP「空のたまご」・ED「Trust Myself」
- NHK『天才てれびくんMAX』
  - 「アオゾラララ」
- 幼稚園うんどう会（日本コロムビア）
  - 「キッズ･パイレーツ～めざせ!宝島～」「ジャングル・ロケンロール」
- 幼稚園はっぴょう会（日本コロムビア）
  - 「梅の花さいた」「飛べ!スターシップ」
- 教育出版 小学校・中学校コーラス曲

### 舞台
- 舞台『二都物語』全9曲

### 映画
- 『マンハント』
  - 挿入歌「忘れじの女(ひと)」
- 『舞妓Haaaan!!!』
  - 劇中歌全曲
- 『花田少年史 幽霊と秘密のトンネル」
  - 挿入歌「Song of Eternity」
- 『さよならクロ』
  - 挿入歌

### アルバムプロデュース
漫画家 美内すずえ原作「アマテラス」を1996年、初のアルバムブロデュース。「スピリチュアルソングブック アマテラス」として美内すずえ監修にてポニーキャニオン系列メディアレモラスよりリリース。

## SEIRIOSとしての活動
宇宙的幻想的な音楽集団SEIRIOSを夫,音楽プロデューサー,作曲家のFrankie T.、ヒプノセラピストと共に2015年より主宰&ブロデュース。前身はライトワークスからオファーを受け制作したヒーリング系音楽のユニット「The SEIRIOS」。歌・演奏にはソロ活動や別プロジェクトでも活躍する実力ある才能豊かなミュージシャンが参加。世界の言語を越えるために、歌詞には日本語のほかヒプノセラピーによって偶然出現したシリウスの高次元宇宙存在サーキュラーの語る宇宙語を採り入れ、古代言語も使用。唯一無二の無国籍で宇宙的な世界観を構築。シングル一枚、アルバム2枚をリリース。シングル「碧の方舟」（日本語詞）は2016年、テレビ東京系全国ネット「開運!なんでも鑑定団」エンディングテーマになり2016年後期オンエア。ライブはMCがなく曲と曲の間は声優が語るファンタジーなストーリーという独特の構成で全作詞のほかオリジナルの原作、台本を執筆。平和の希求、意識の拡大、光の時代への祈りを込めてCD制作。ライブを開催するSEIRIOSの音楽は「音楽のパワースポット」と呼ばれている。

## エッセイ・コラム執筆・連載
- 1990年代、新聞『スポーツニッポン』に野球、相撲等、スポーツコラムを執筆。
  - 相撲エッセイ「チャンコな男たち」連載（1992年秋場所開催中）
- 月刊誌『猫の手帖』に猫にまつわる不思議なエピソードを綴ったエッセイ
  - 「猫のくれた小さな奇跡」（2000年～2001年）。
- ネオロマンスシリーズの雑誌『ラブラブ通信』および『ネオロマンス通信Cure!』
  - エッセイ「Love Songが止まらない」。
- コミックス文庫『凍った夏』『初恋甲子園』の解説。
- メールマガジン『The Man』の「Salon・de・Yuriko」に不定期に執筆中。

その他、雑誌・旅行雑誌にコラム寄稿。
- インタビュー本（森 由里子　聞き手:小笠原英晃）
- 「シリウス存在　サーキュラーからのコンタクト」（2019年　ヒカルランド）

## 講演
- 2019年
  - 「シリウス存在　サーキュラーからのコンタクト」出版記念講演会。
  - お菓子研究家 今田美奈子のサロンにて講演。